# 美丽日中花
美丽日中花（学名：Mesembryanthemum spectabile）为番杏科日中花属下的一个种。

## 扩展阅读
- 維基物種上的相關：美丽日中花